# Божидар Јовић
Др Божидар Јовић био је лекар широког медицинског образовања, углађеног манира, поштован од грађана и колега, оснивач је и родоначелник модерне неонаталне педијатрије града Лесковца.

## Биографија
Његов животни пут почиње у Цариброду 30. јула 1924. године; следи школовање основно и средње у Нишу, диплома Медицинског факултета у Загребу 1954. године, специјализација из педијатрије 1967. године у Институту за здравствену заштиту мајке и детета на Новом Београду. Лекарски рад започиње у Сплиту, а затим наставља у Власотинцу, Грделици, Дечијем диспанзеру у Лесковцу, фабрици лекова „Здравље" онда у служби гинекологије и акушерства на одељењу за неонаталну педијатрију. Његов допринос развоју неонатологије је иницијатива формирања Секције за перинаталну медицину. Поседовао је и изузетан осећај за новорођенче и све своје стручне способности стављао је на располагање том новом нараштају. Активан је учесник у раду подружнице СЛД и секције за перинаталну медицину. Добитник је бројних признања Секције и Октобарске награде града Лесковца. Примаријус је од 1979. године. Начелник одељења до пензионисања, 1989. године.